# 洛尔施
洛尔施（德語：Lorsch，發音：[lɔʁʃ] ⓘ）是德国黑森州贝格施特拉瑟县的城市，面积25.24平方千米，2023年12月31日人口为14,088人。

## 友好城市
- 法國 勒科托（1988年）
- 比利时 兹韦弗海姆（1973年）
- 德国 塔尔（德语：Thal (Ruhla)）（1990年）

此外，洛尔施还与以下城市达成了友好协议：
- 捷克 施滕貝克